# Jamnik (Kranj)
Jamnik (deutsch Jamnig) ist ein slowenisches Bergdorf in der Oberkrain im Gemeindegebiet der Stadt Kranj (deutsch: Krainburg). Der Ort liegt am östlichen Rand der Jelovica-Hochebene.

## Geschichte
Der Ort Jamnik wurde im Zuge des Aufkommens des Eisenerzabbaus in der Region gegründet. Im Jahr 1944 – während des Zweiten Weltkriegs – wurde der Ort von deutschen Soldaten niedergebrannt und in den darauf folgenden Jahren wiederaufgebaut.

## Sehenswürdigkeiten
- Kapelle im Dorf mit Holzstatuen der Heiligen Primus und Felicianus auf dem Altar. In der zweiten Hälfte des 19. Jahrhunderts wurde sie innen und außen mit Fresken bemalt.
- Kirche St. Primus und Felicianus: Die weithin sichtbare denkmalgeschützte Kirche liegt auf einem Bergrücken außerhalb Jamniks. Aussichtspunkt mit Sicht ins Laibacher Becken, auf die Karawanken und die Steiner Alpen.
- Denkmal für den slowenischen Nationalhelden Lojze Kebet-Štefan an der Straße Richtung Kropa, der am 20. Oktober 1942 hier bei einem Angriff starb.

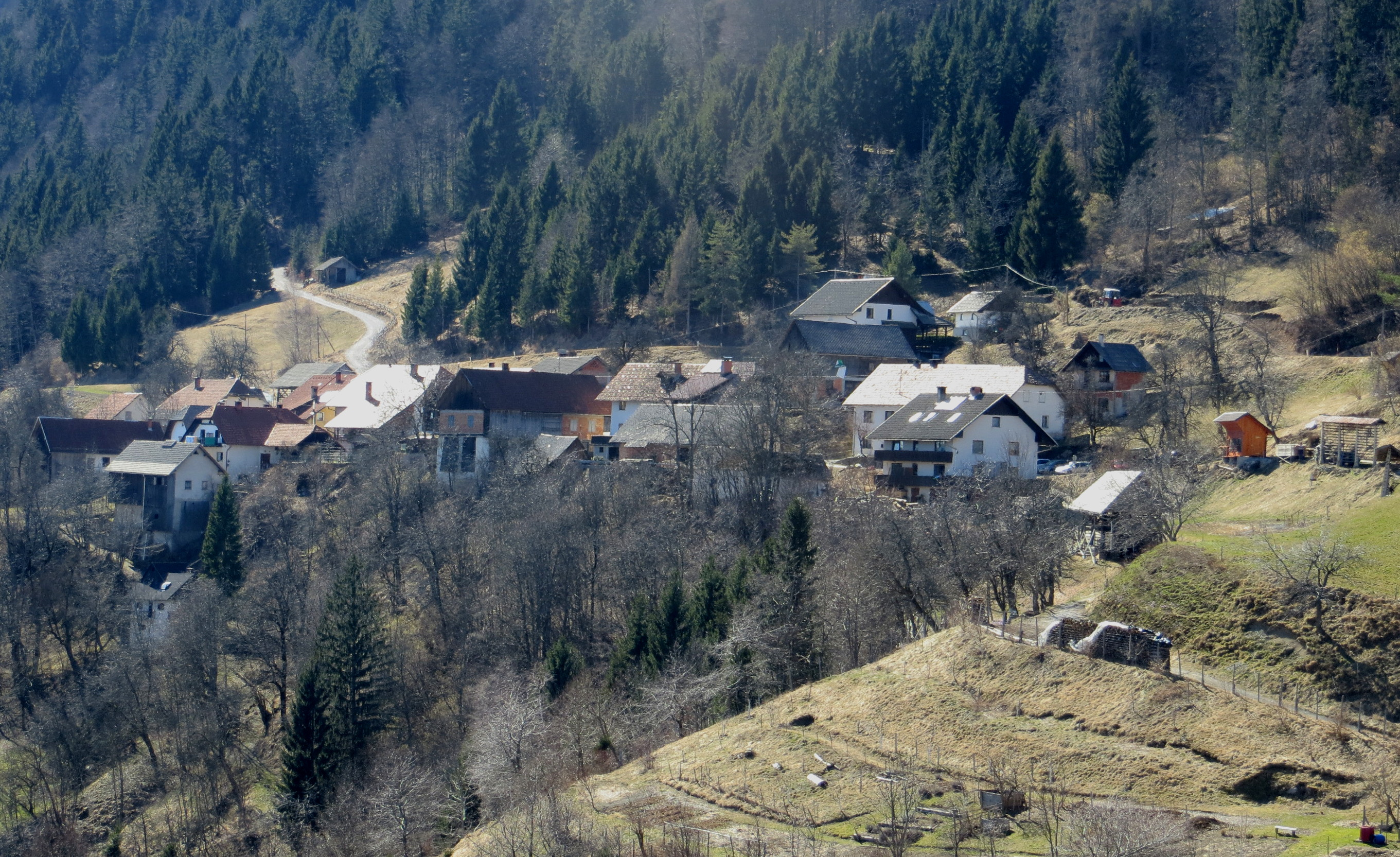
Jamnik (2017)
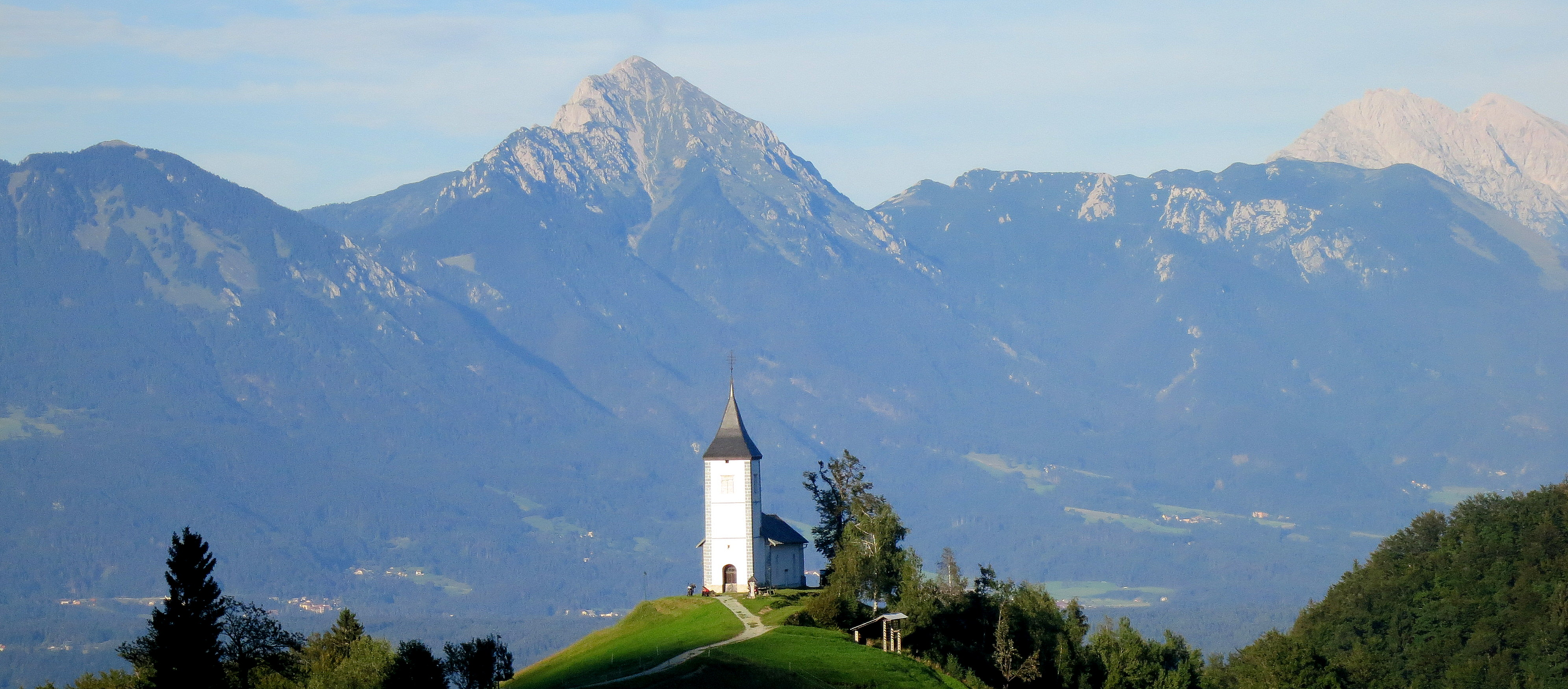
Filialkirche St. Primus und Felicianus (2014)